# 連儂牆 (2019年香港)

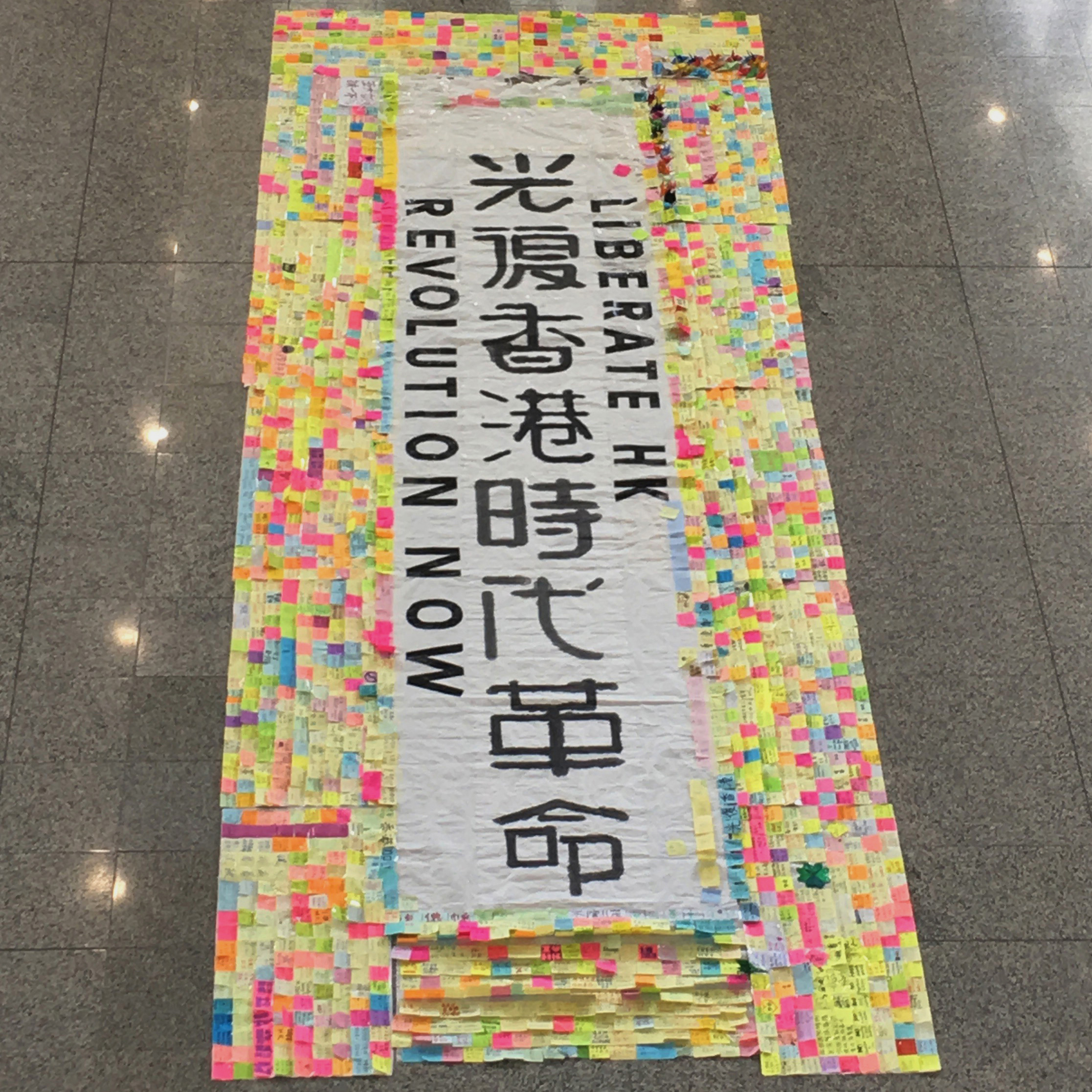
香港機場連儂牆，2019年8月9-12日

連儂牆旗

在2019年，香港式連儂牆（英語：Lennon Wall）指的是反對逃犯條例修訂草案運動期間所產生的粘贴标语讯息等的众多民主拼接牆。2019年6月，金鐘夏慤道香港政府總部繼2014年再次出現連儂牆，以反映市民對反對《逃犯条例》修订草案的心聲和對示威者的支持。其後，香港各區居民自發於當區開設連儂牆，以鼓勵市民為香港打氣及表達對政府於《逃犯條例》修訂過程中處事手法的不滿。至此，連儂牆不再局限於金鐘一帶，而成為普遍覆蓋全港十八區的社區性民主牆。不過到2019年12月因政府加強清理，警方亦頻密巡查後，大部分的連儂牆已經消失。
此种連儂牆的多处出現，被認為是輿論戰走進社區的表现，建制陣營會以影響衛生為由主張清理連儂牆，間中亦有不知名團體動員「清理」連儂牆，但這些疑被動員人士的清理手段普遍粗暴，紙碎往往散落一地，甚或只以黑漆遮蓋便作罷，「清理」之後環境反而更為糟糕。資深傳媒人楊健興撰文批評相關手段無清潔之實，實質只是要清走自己不喜歡、不接受的言論，目的並不純潔。

## 功能
在反對逃犯條例修訂草案運動運動期間，香港各區都出現連儂牆，牆上貼滿寫上市民心聲的記事貼，除此之外也貼滿圖文兼備帶有資訊內容的文宣，建制陣營指這些文宣帶動仇警情緒，認為連儂牆影響市容和煽動政治惡意。但就香港社會當下局勢而論，連儂牆和文宣的出現乃源於警暴頻臨失控，港警選擇性執法、執法不公，面對公眾又不能開誠報公，香港市民對警察愈見反感但卻有心無力，文宣某程度可讓市民面對時局無力鬱悶之時心理上可稍稍得到紓緩。
這些文宣並非只為情緒宣洩，亦轉載各種市民未必知道的資訊，當中包括香港政治、議會生態、歷史事件（如六四事件和文化大革命的死傷人數）、哪些香港高官擁有外國國籍 / 兒女在海外升學、香港稅收公帑用在何處、大學及醫療界別被削經費數字、香港有哪些大白象工程、紅色團體，亦有列舉基本法、警察通例懶人包，簡明扼要告知市民權益和法律知識。由於文宣是通過線下實體的形式被張貼在位於公共空間（如屋村、巴士站）連儂牆，對於較難通過網絡吸收資訊的中老年人群而言，這些平台可讓他們了解更全面，不致因為只看單一電視台或免費建制媒體（如大公報、無綫電視）而被「带風向」。

## 歷史
「連儂牆」源自捷克布拉格修道院大廣場，1980年代捷克群眾在牆上塗鴉，書寫約翰・連儂（John Lennon，又譯藍儂）的歌詞以發洩對政權不滿，此後連儂牆成為抗爭象徵。而香港連儂牆首次出現於2014年「雨傘運動」，有市民以便利貼貼在「佔領區」(夏愨道政府總部)下一道牆)數天後寫滿心聲的便利貼貼滿整道的水泥牆，遂有「第一代連儂牆」之稱。
2019年6月12日香港反對逃犯條例修訂草案佔領行動期間，連儂牆再次出現於金鐘政府總部外，並蔓延至中信橋和夏慤花園平台通道。主要表達了市民反對《逃犯條例》修訂的心聲和對示威者的支持，以及設臨時靈堂悼念3名反修例而自殺的示威者，期間亦有人發起悼念活動。在6月30日舉行撐警集會期間，有集會人士破壞和撕走政府總部旁的連儂牆，以及逝去的反修例人士梁凌杰和盧曉欣的憑弔區。到晚上市民重新佈置現場。7月2日，政府派出工人清理，有年輕人響應號召收拾，作為歷史記錄。其後，各區市民亦在多區發起重建「連儂牆」行動，令各區市民可以留言，為香港打氣。其中以港鐵大埔墟站附近的行人隧道的連儂牆因各通道牆身都貼滿彩色便利貼，被名為「連儂隧道」。食物及衞生局局長陳肇始指出，食環署會評估「連儂牆」所產生的環境衞生問題，如有相關投訴，食環署會作出跟進。大律師陸偉雄指設連儂牆觸犯了《公眾衞生及市政條例》第104條，而自行撕毀連儂牆則會觸犯《刑事罪行條例》第60條。
香港政府清理金鐘連儂牆後，市民在多個地區設立連儂牆，遍地開花。連捷克布拉格的元祖連儂牆亦寫上了中文「香港加油」字樣聲援港人。到7月11日下午，加拿大多倫多聯合車站有港人號召發起連儂牆行動。到7月12日晚上，有香港人在東京澀谷站忠犬八公像前設「第一回東京突發連儂牆」。發起人之一的Joanna表示，由於日本當地較難找到可以貼的牆壁，而且認為會對當地人造成打擾，所以以手持木板貼上便利貼的方式進行。而「隻揪Sir」的海報於台灣台北西門町、溫哥華列治文－布里格豪斯站和英國倫敦街頭出現。相比第一代連儂牆，第二代分佈更為廣泛，且出現了「長輩圖」，以吸引中老年人士注意，並爭取他們理解及支持反送中與其他相關訴求。
到2019年11月初，政府開始大規模清理各區「連儂牆」，但其後在部分地區有市民把海報貼回。2021年，一名香港攝影師拍攝的連儂牆全景圖獲得International Photography Awards專業組社會事件第三名。

部分香港連儂牆圖集
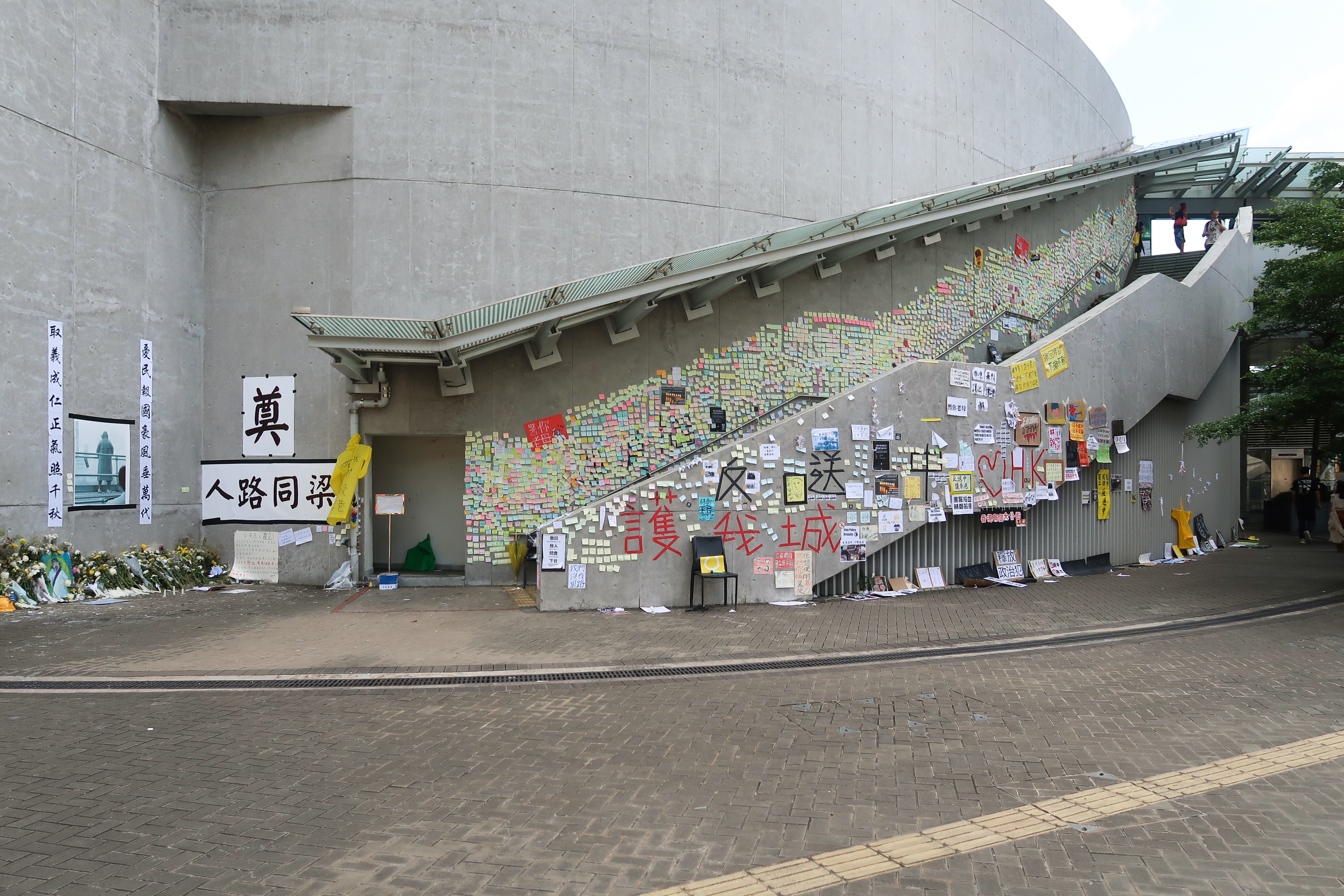
2019年逃犯條例修訂抗議期間，連儂牆出現於政府總部（2019年6月21日）
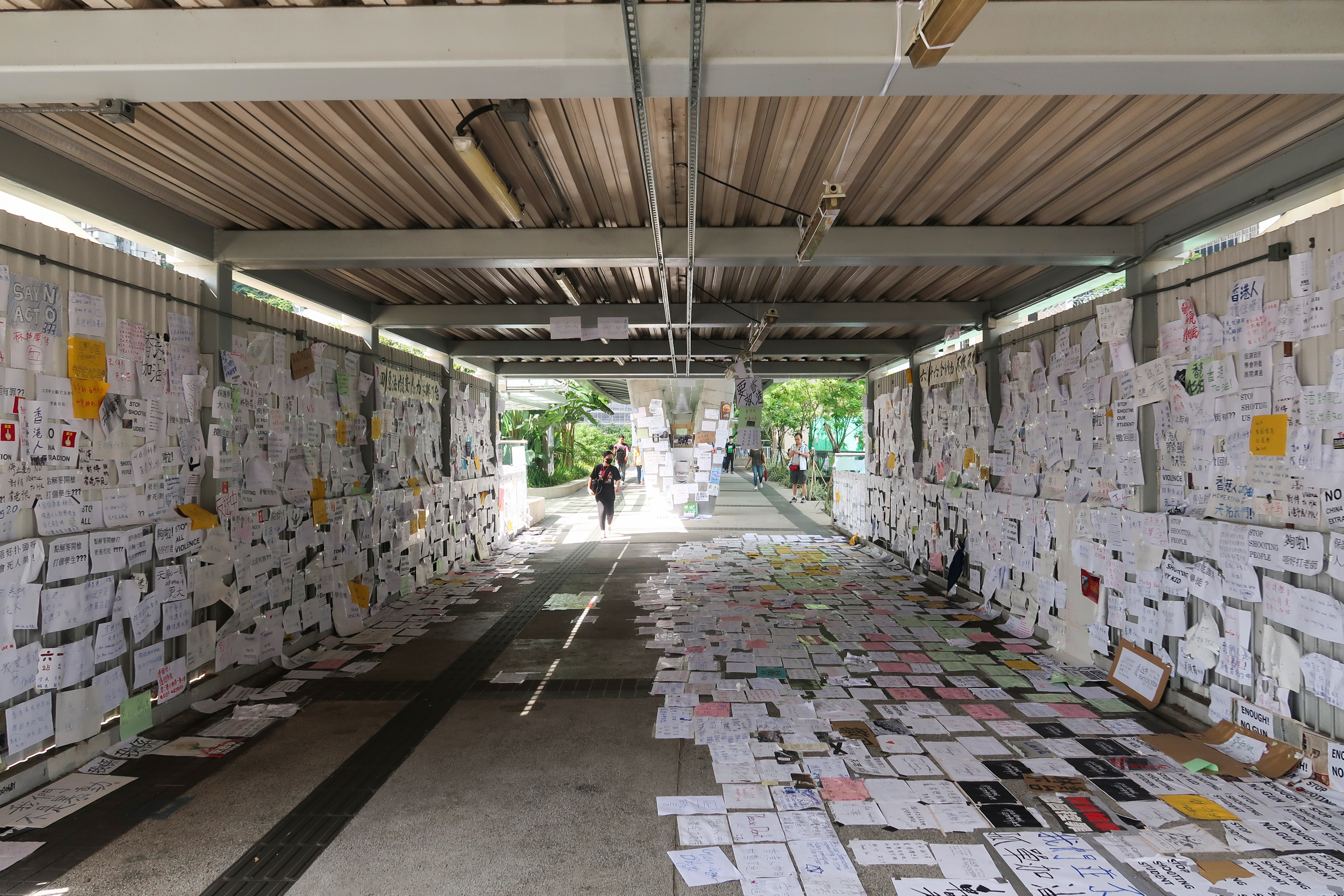
中信橋連儂牆（2019年6月21日）
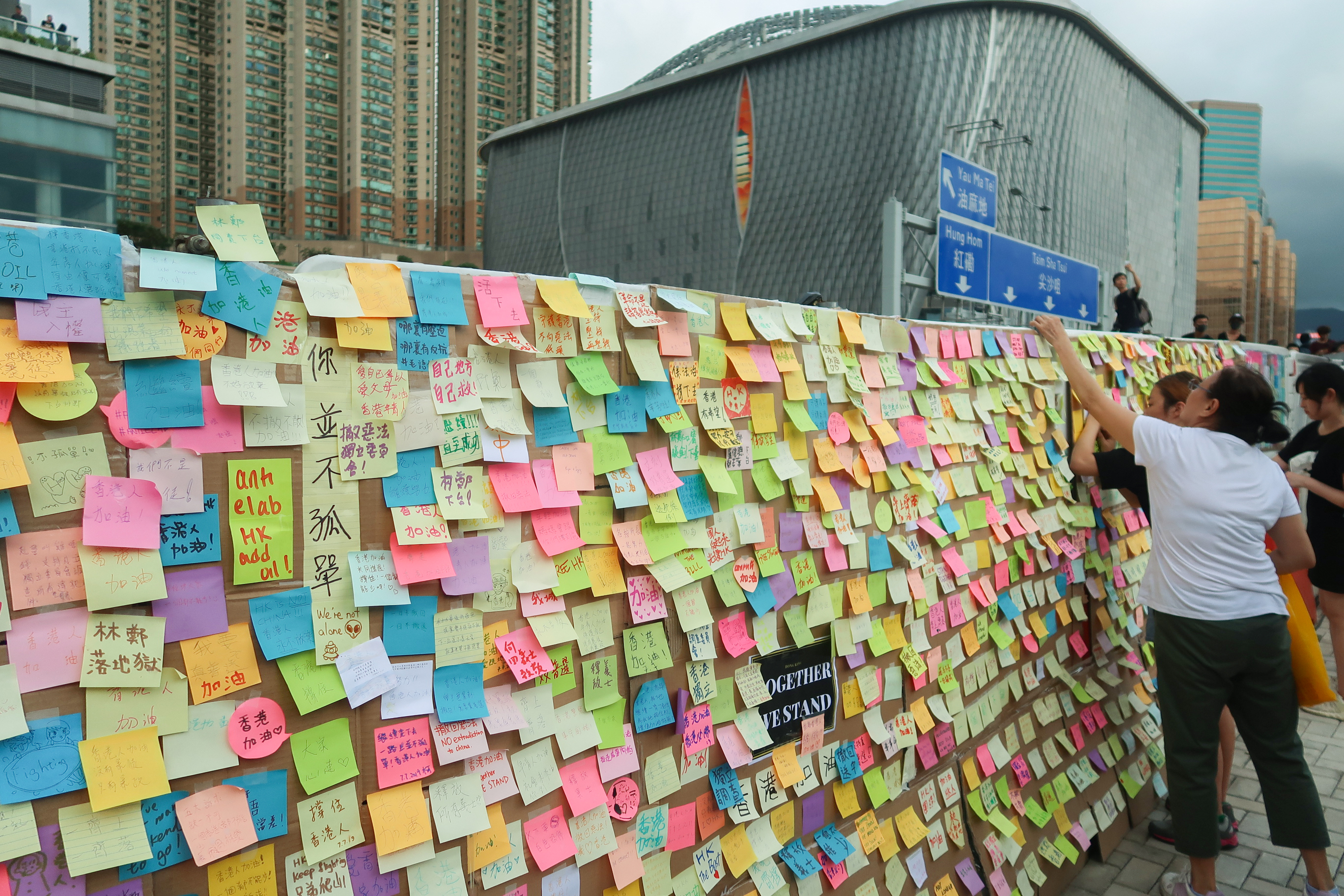
2019年7月7日反對逃犯條例修訂草案遊行終點柯士甸站對出，市民設立「連儂牆」讓參與人士表達心聲
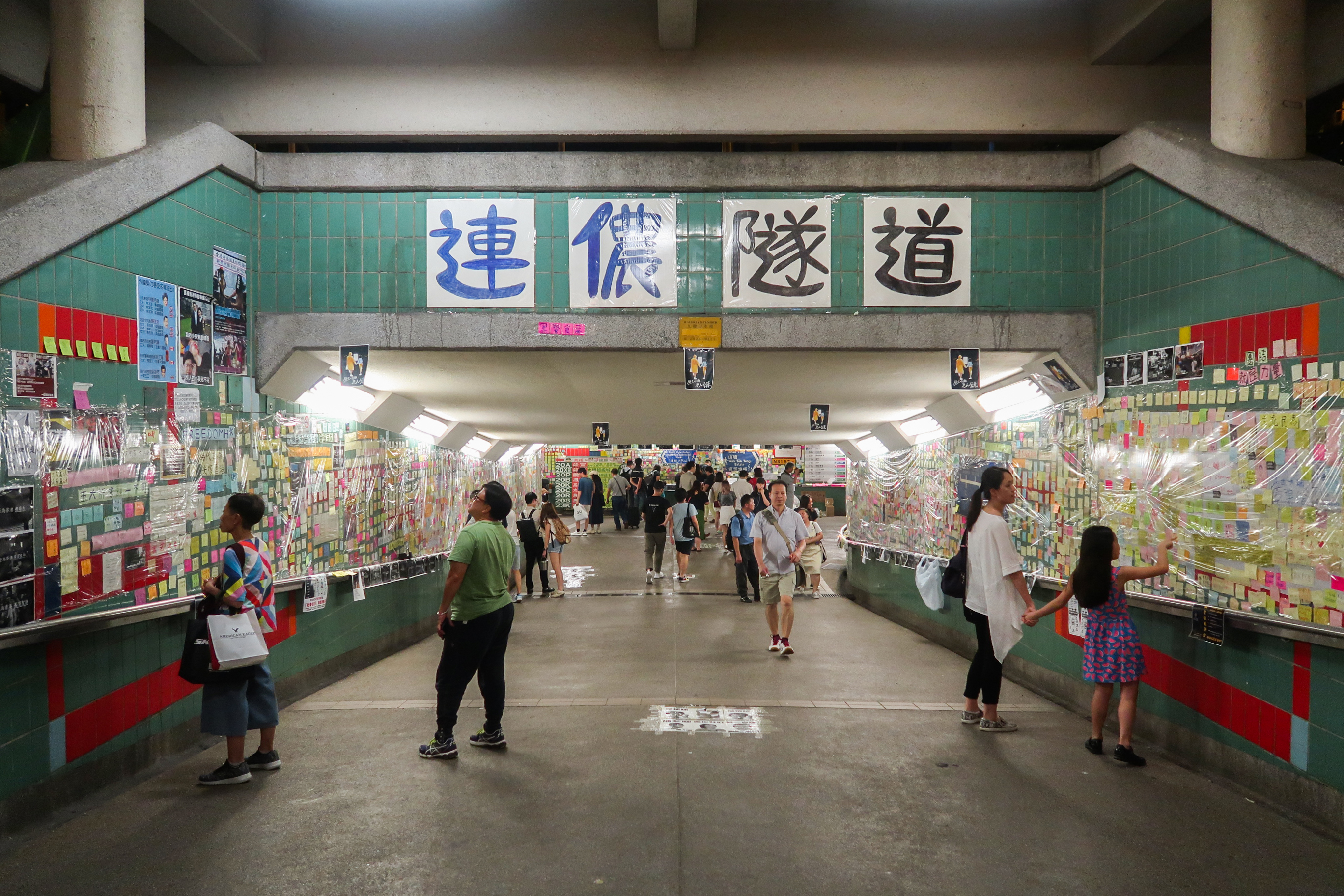
大埔墟站附近的行人隧道的連儂牆因各通道牆身都貼滿彩色便利貼，被名為「連儂隧道」（2019年7月9日）
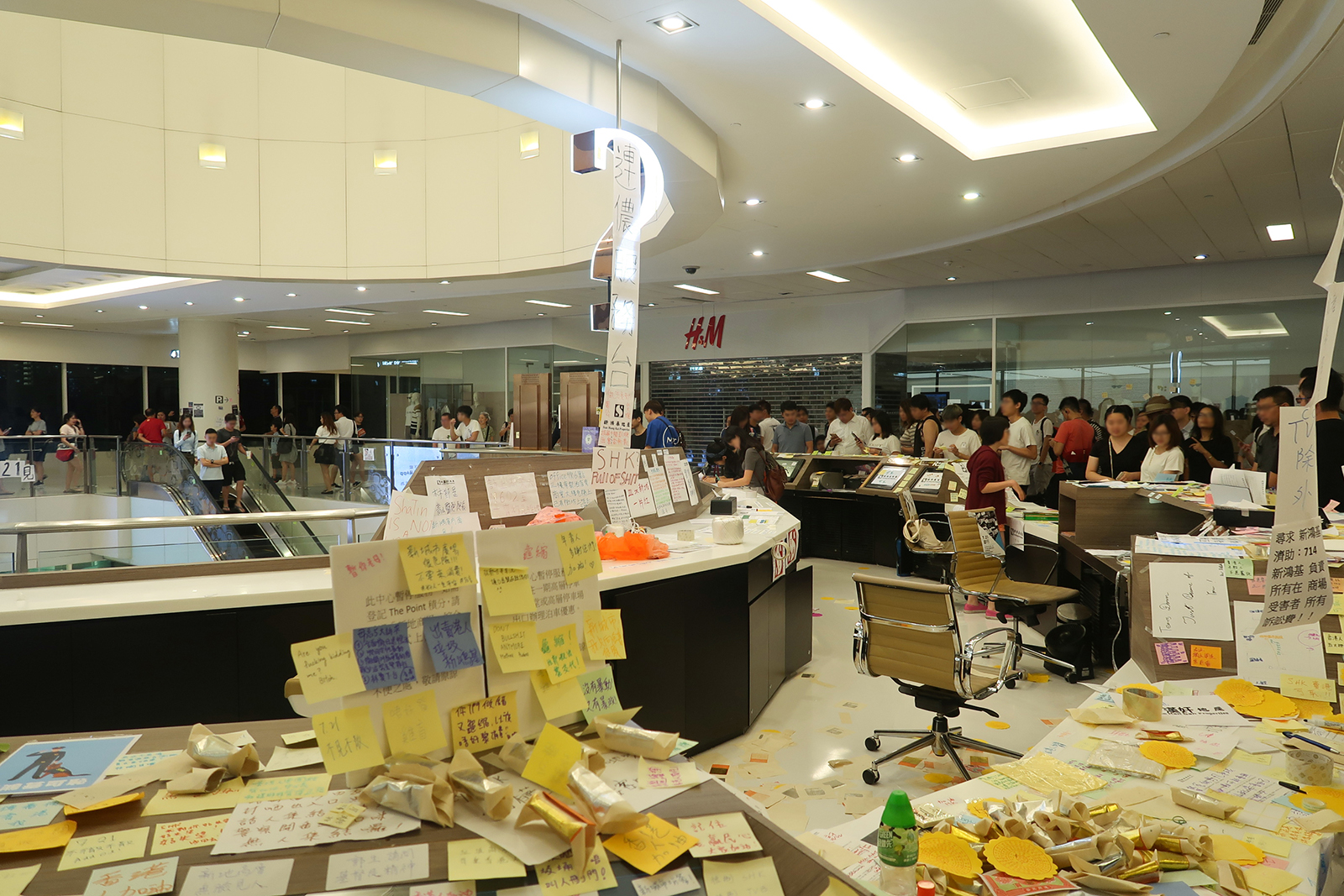
新城市廣場內的「連儂服務台」
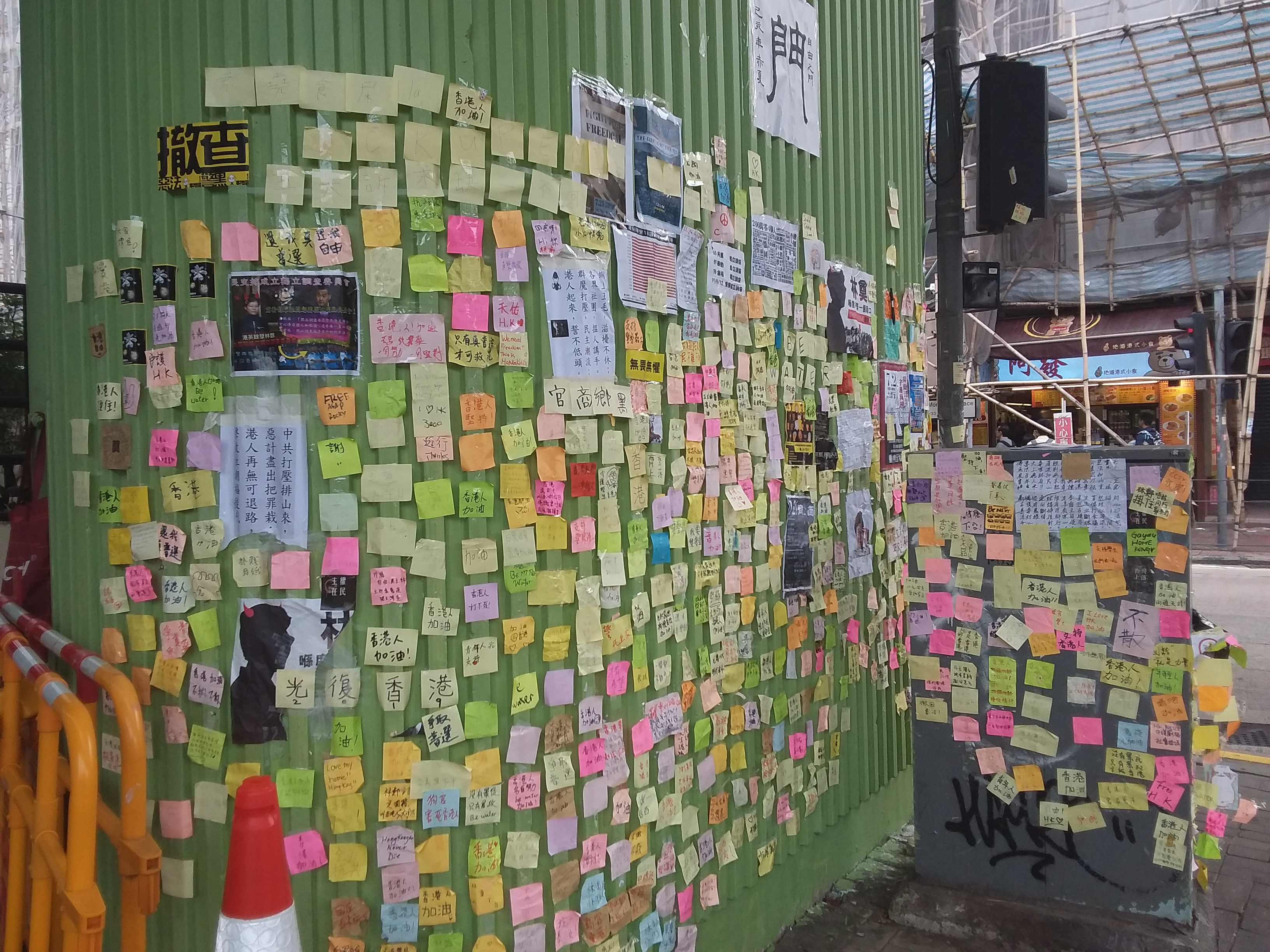
銅鑼灣高士威道連儂牆
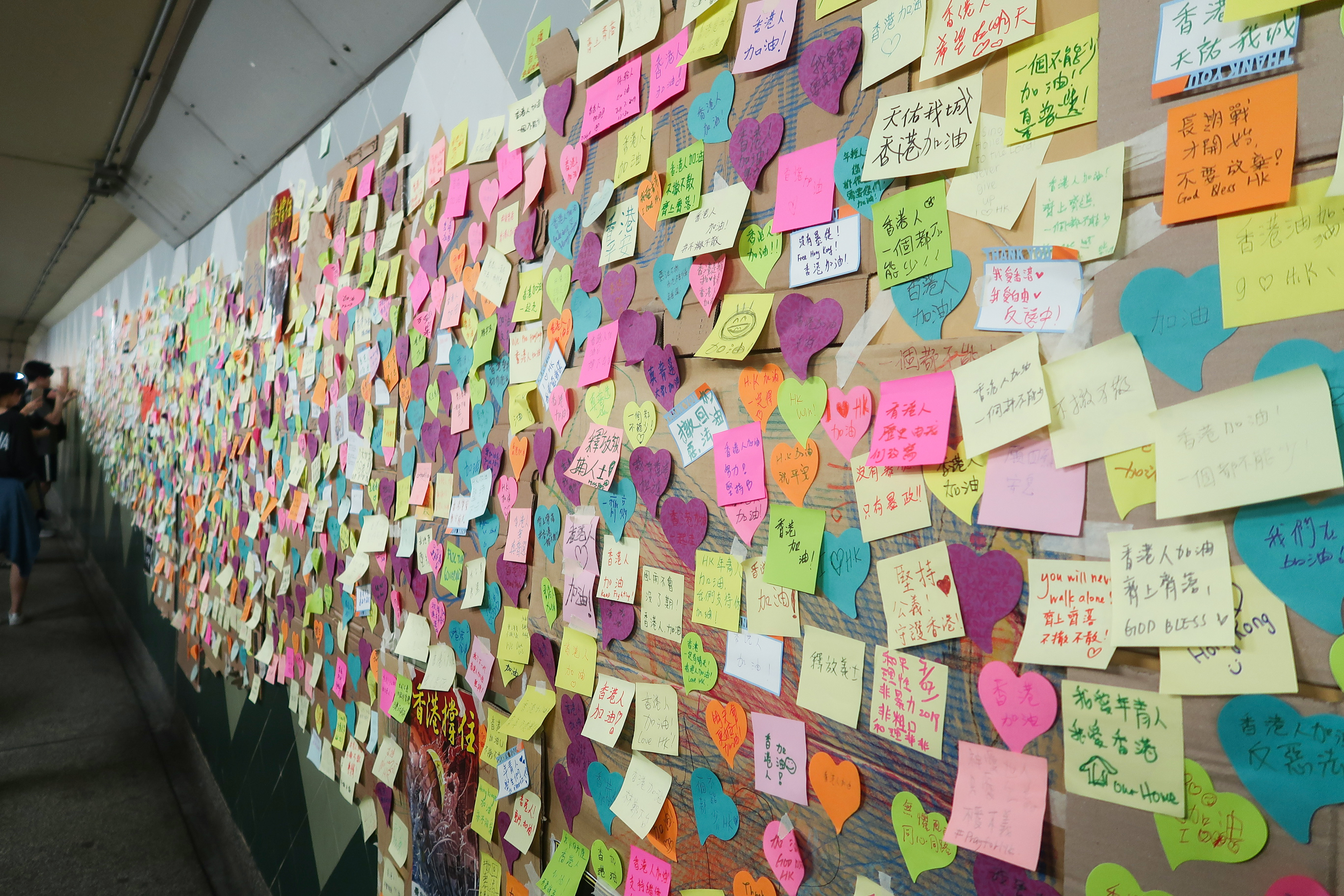
佐敦道行人隧道連儂牆
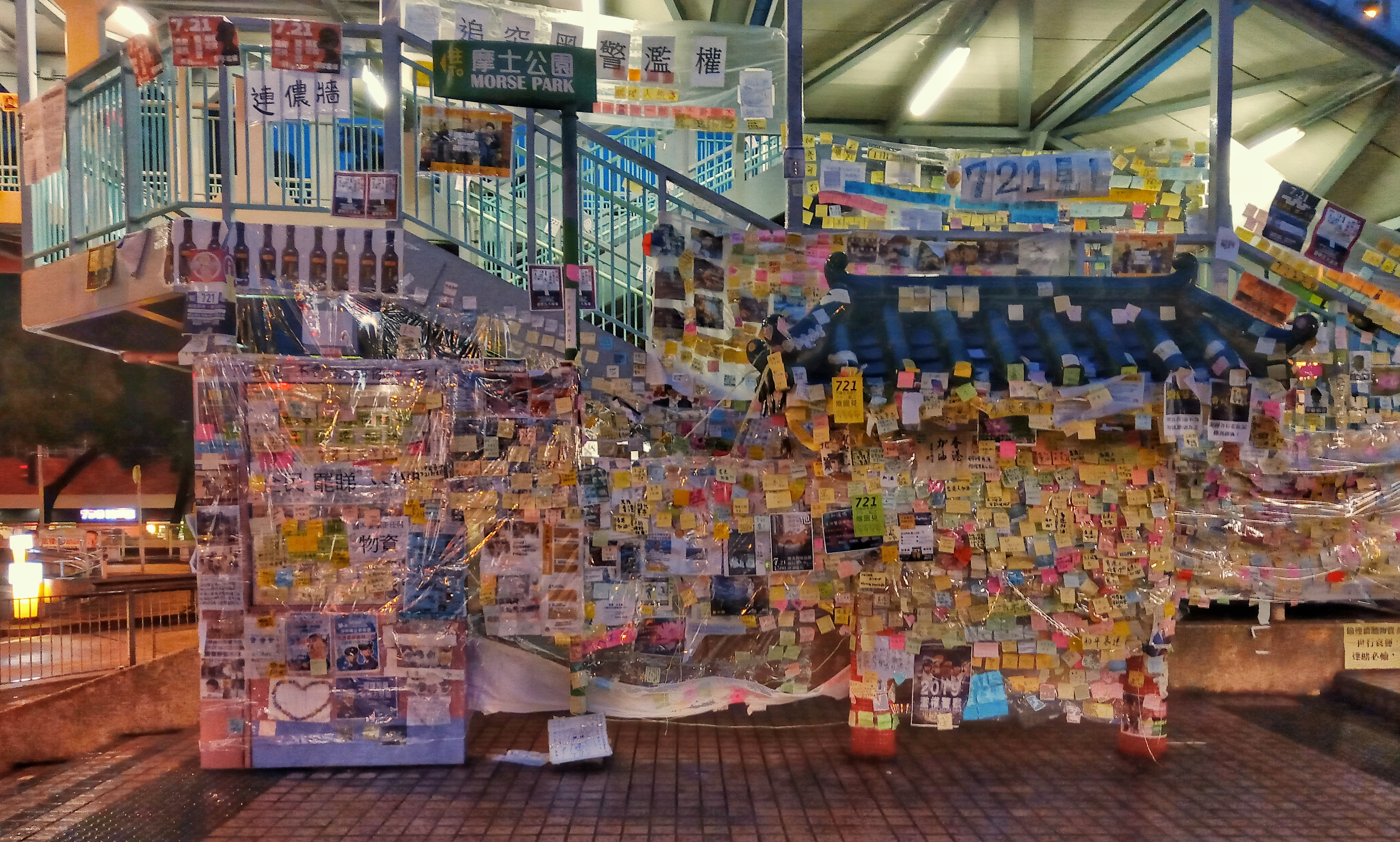
樂富站A出口露天廣場及往樂富邨天穚（橫頭磡東道/南道交界）（橫頭磡東道/南道交界）連儂牆
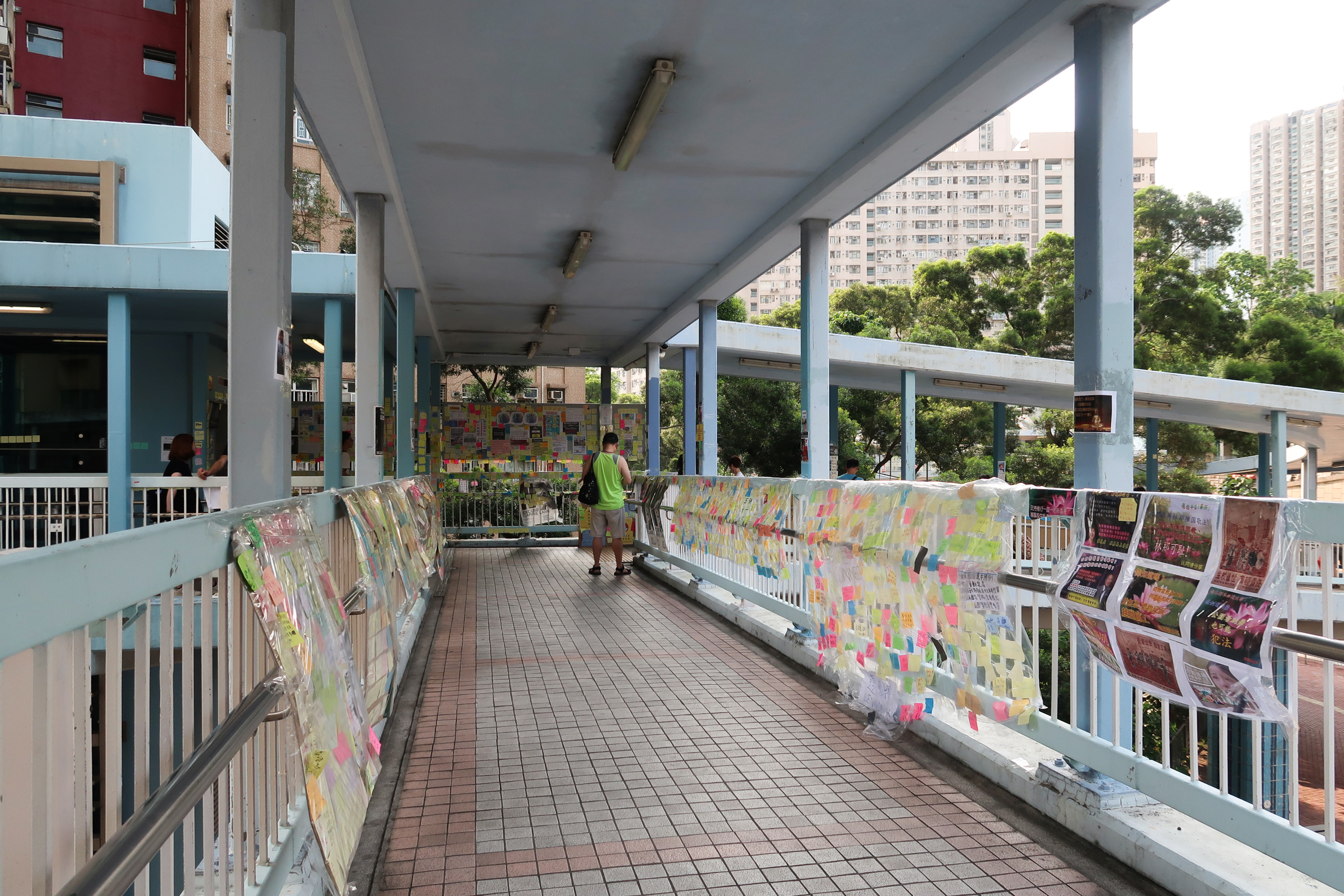
鑽石山鳳德邨天橋連儂牆
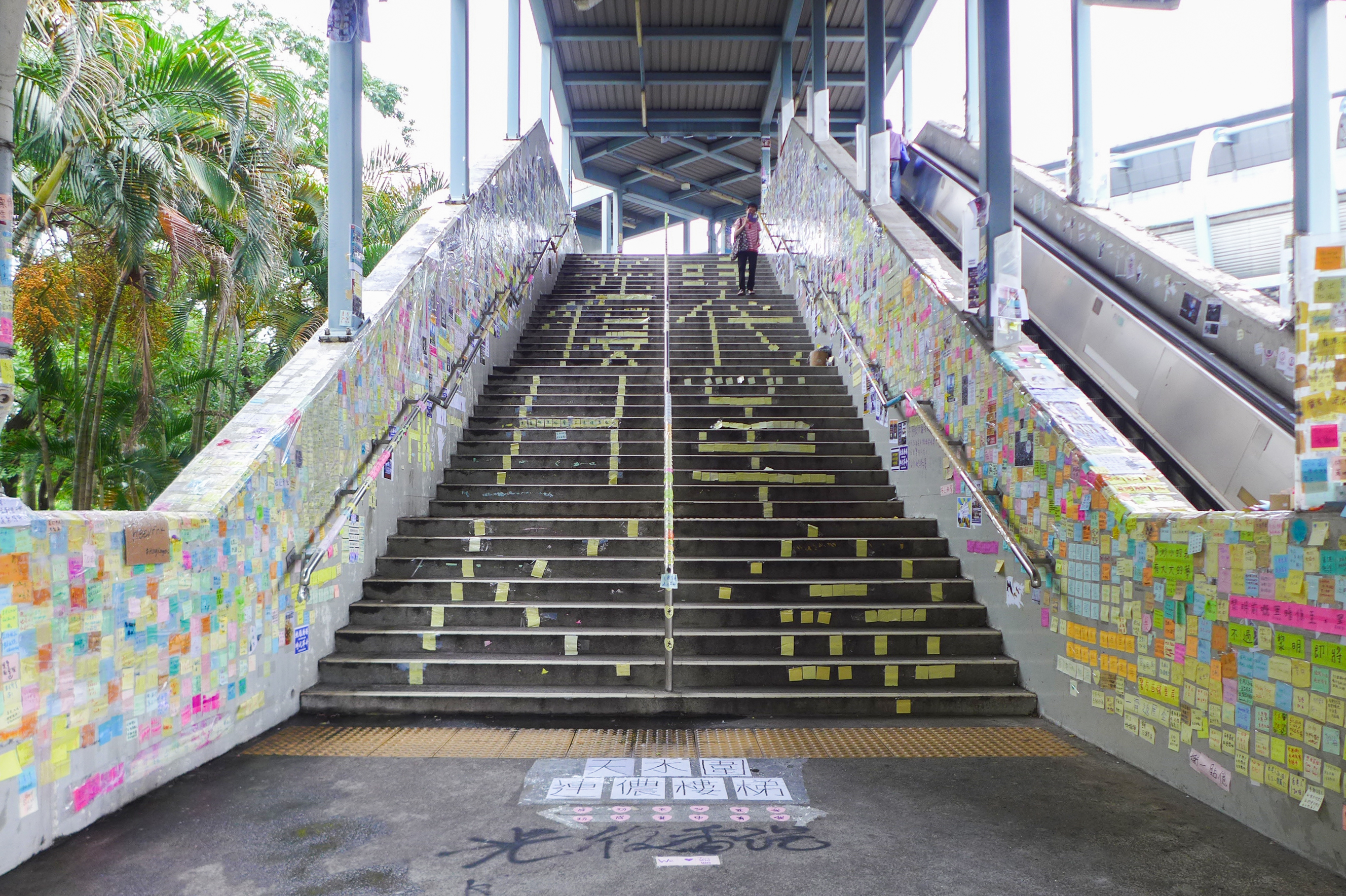
天水圍站C出口連儂樓梯
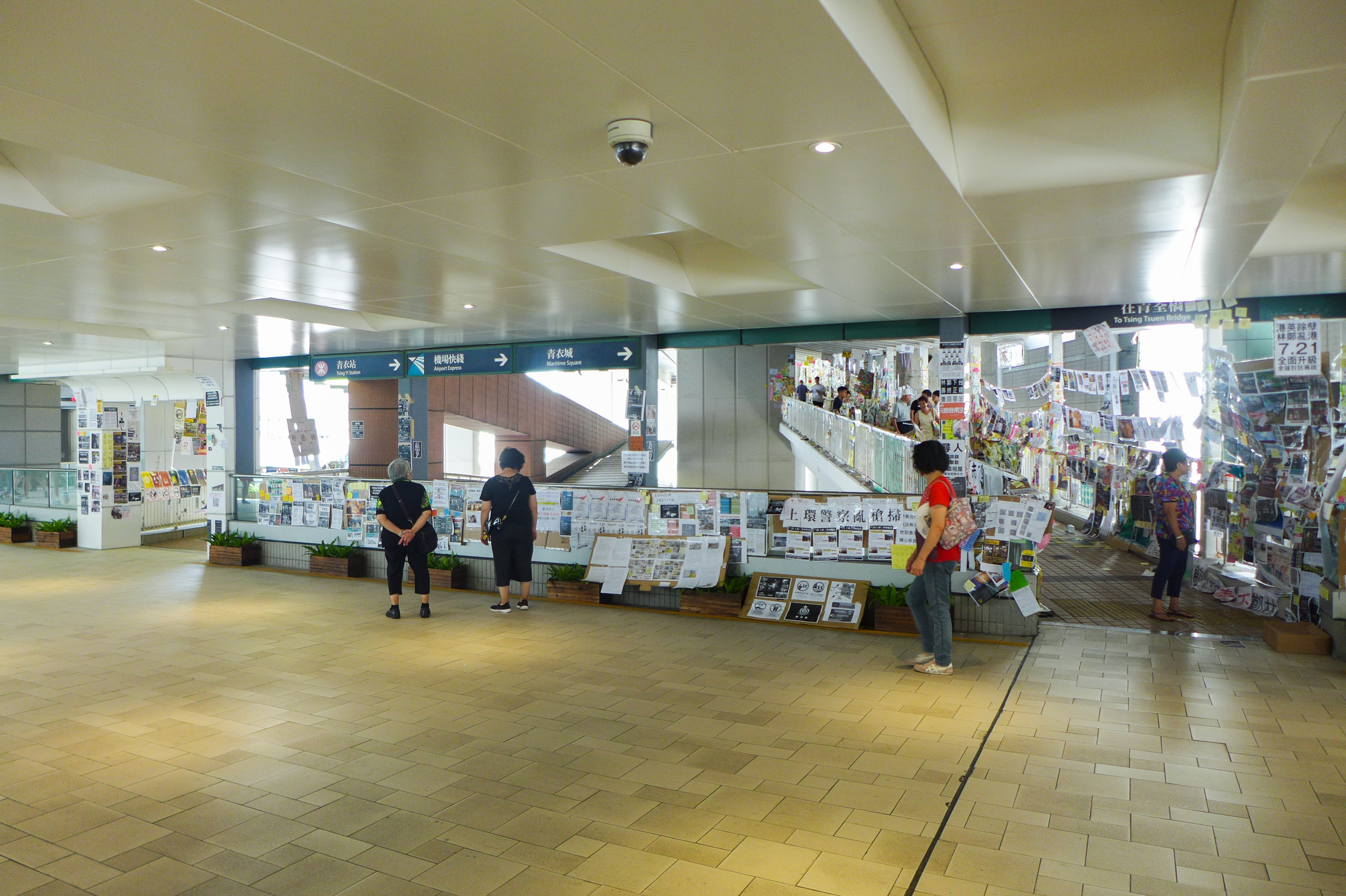
青衣站連接青衣城二期[[[Wikipedia:格式手册/链接#章節|錨點失效]]]之行人天橋的連儂牆
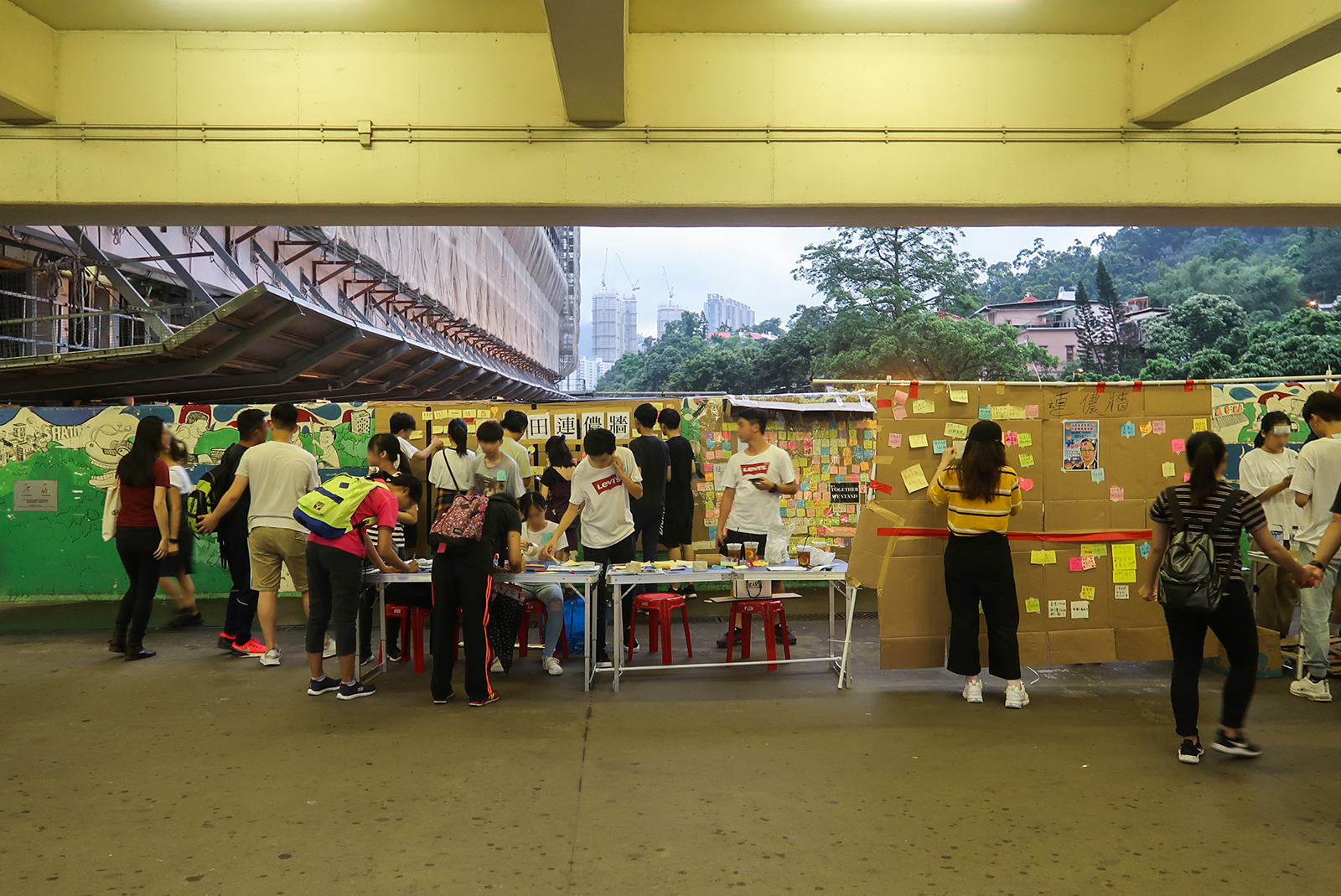
沙田站公共運輸交匯處近港鐵站B出口的連儂牆
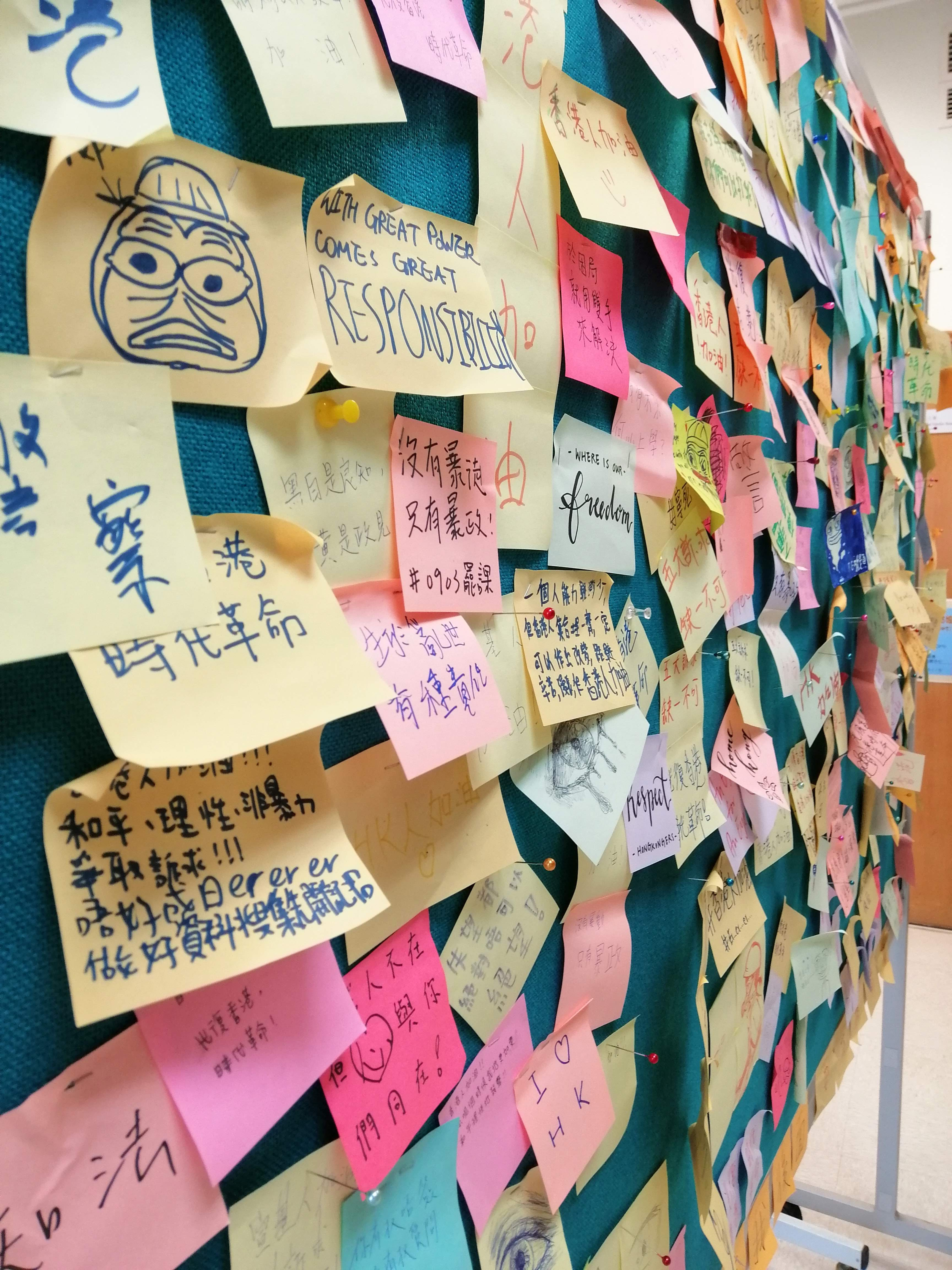
將軍澳一中學的連儂牆
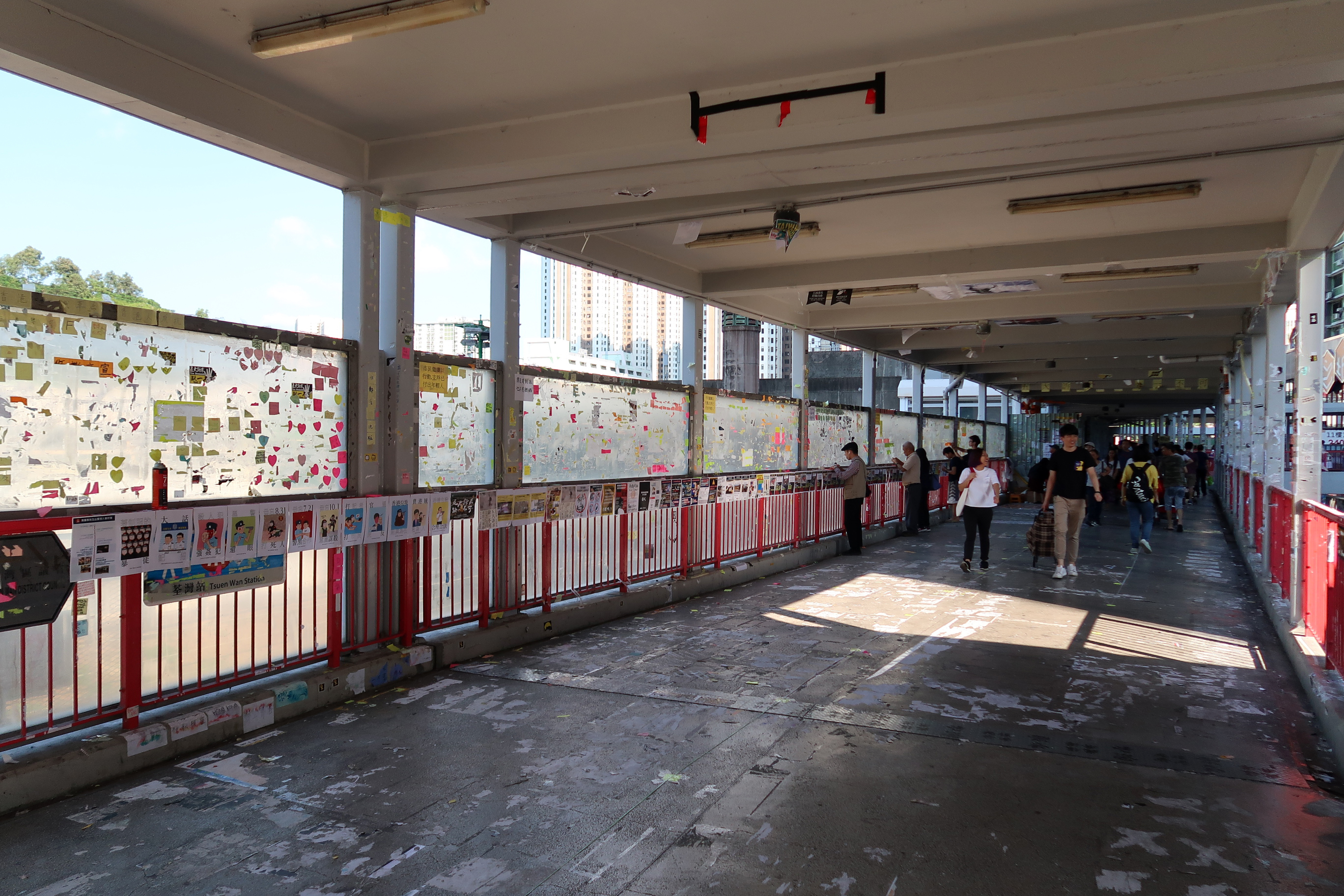
荃灣的連儂牆遭破壞後，有市民再度重建
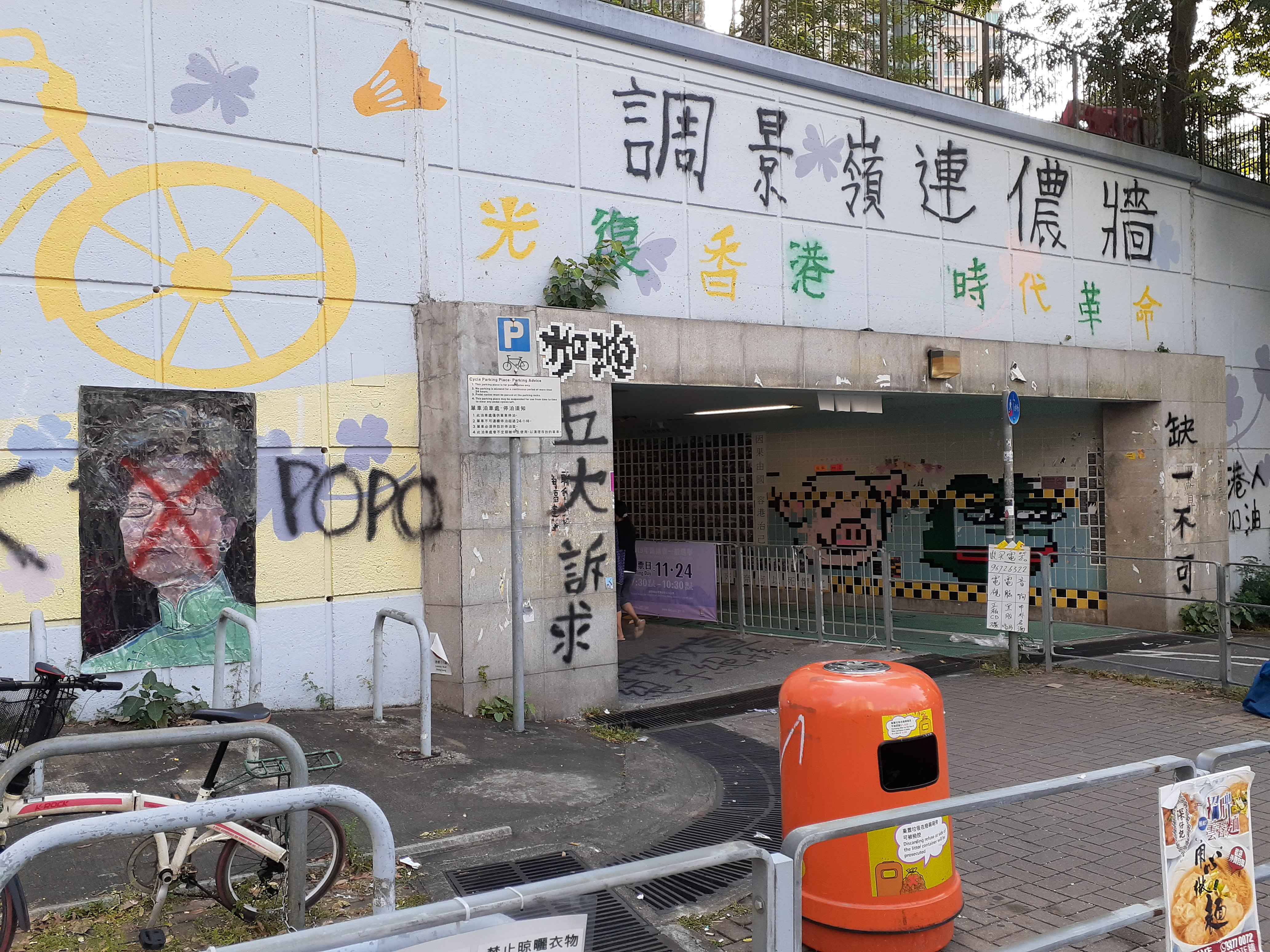
調景嶺寶順路連儂牆
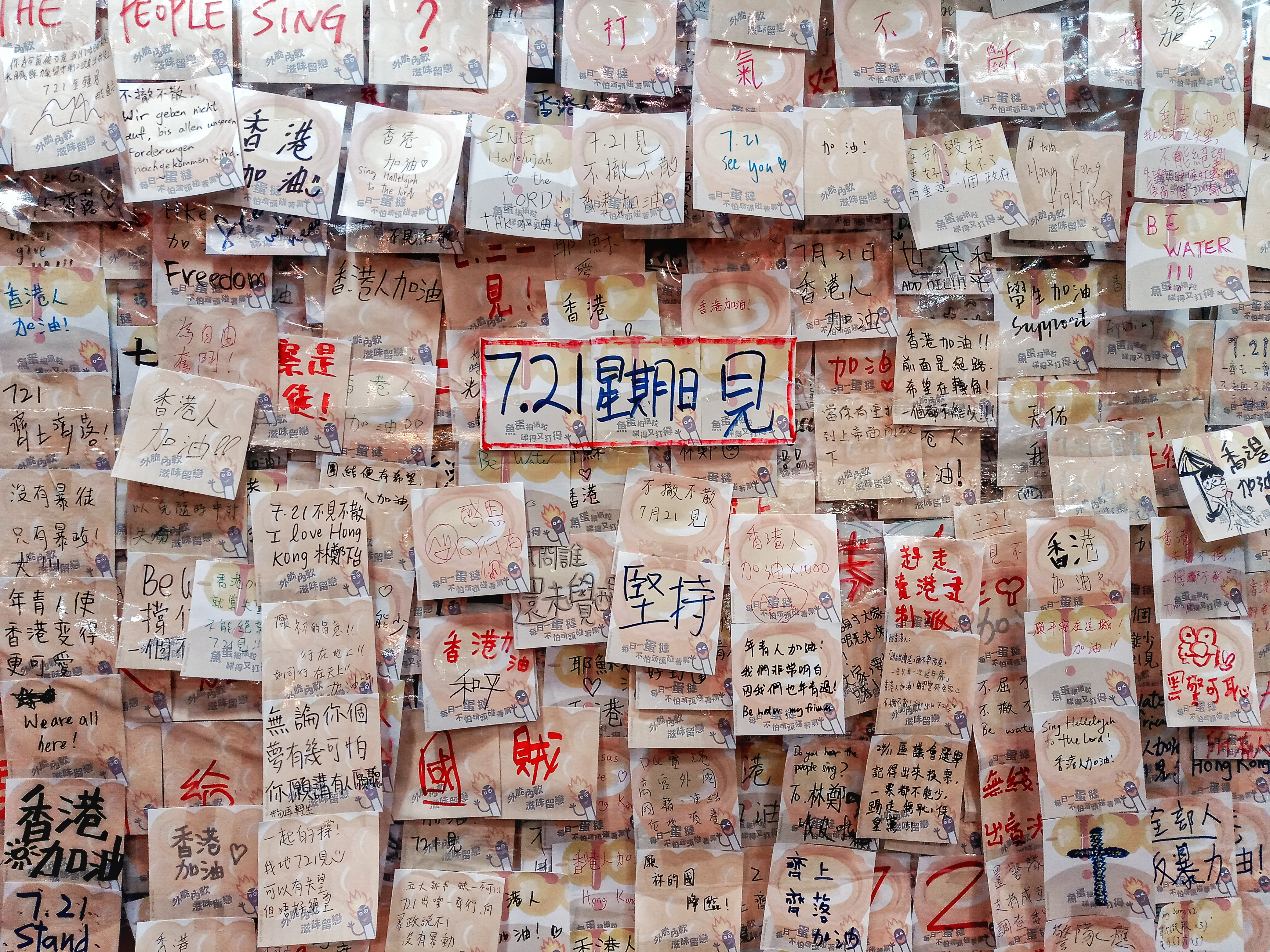

## 衝突事件

### 港內
- 2019年7月9日至10日期間，九龍灣、大埔、上水、東涌、深水埗等地的連儂牆接連遭到破壞[21]。網民呼籲「撕一貼十」，亦有人自發到場保護連儂牆[22]。當中大埔連儂牆於7月19日，破壞者在該處放置殯儀用的花圈，並貼上何韻詩、蔡英文等反送中名人的黑白照以作「悼念」，結果該等照片旋即反被以林鄭月娥、盧偉聰等人之肖像取代以作報復。
- 2019年7月9日晚上11時半，一名男子在柯士甸站行人隧道的「連儂牆」與兩名女子因拍攝問題爭執，其間被兩名男子以手襲擊和其後逃去。警方分別於10日及11日分別以普通襲擊拘捕兩名男子。[23]
- 2019年7月10日晚上約8時，有市民欲在港鐵油塘站A出口近大本型商場整理連儂牆時，突然有大批中年男子表示不需要連儂牆，亦不願意該區市容被「破壞」而阻止，結果雙方開始爆發言語衝突，場面混亂。其后一度有過百人前往現場聲援，以年輕人為主。警方到場後隔開兩批市民，並曾舉紅旗警告[24]。而參與的大多市民在凌晨約一時，港鐵尾班車前陸續散去，而商場外的「連儂牆」在7月11日早上已被全數清走。警方就該事件共拘捕最少4人，其中一人證實為退休警員。網民其後號召於7月12日晚上8時到油塘警察宿舍進行「全民貼爆Memo 油塘警察宿舍」[25]。
- 2019年7月11日凌晨，一名藍衣36歲男子和一名65歲男子在九龍灣淘大花園對面天橋底的東九文化中心地盤外圍整理連儂牆期間，突然遭到被一名身穿灰色上衣的46歲男子毆打。該灰衣男子於短短分半鐘左右揮拳攻擊藍衣男子13次，並動手撕毀連儂牆，而藍衣男子於此過程中既不還手，也沒閃避，直至支持不住倒地[26]。警方其後到場制服並拘捕該名襲擊他人的男子，同時指他涉嫌於同一地點襲擊另一名65歲男子。案件交由秀茂坪警區刑事部跟進。而兩名傷者送往聯合醫院治理[27][28]。據悉，遇襲藍衣男子為跆拳道黑帶，並曾在大學時代參與比賽，選擇不還手是因為「如果當時嘅環境還手，會令其他途人都受傷」[26]。而近乎同一時間，大埔「連儂隧道」內有市民在阻止他人破壞連儂牆期間被對方毆打至手臂骨折，兇徒其後逃去[29]。
- 2019年7月12日晚上9時，多名市民響應早前呼籲，到油塘站重建連儂牆。期間有一名休班警員疑在現場拍攝在場人士的正面照，隨即被數十名市民包圍和被要求出示委任證。混亂期間有一女子被撞跌地上，而市民指控該警員打人，並包圍阻止他離開。該警員之後在多名警員護送之下轉到茶果嶺道，並被大批市民追逐數百米。最後該警員於工業區乘的士離去。此外，亦有多名人士與在場人士爆發罵戰，最後被便衣警員帶走。[30][31]
- 2019年7月20日凌晨2時，在葵涌梨木樹巴士總站的連儂牆，一名滿身酒氣、情緒激動的中年婦人，突然手持一罐啤酒及利刀現身，並拍打在場整理連儂牆的青年手部及喝斥他們。青年恐生事故，立即報警。警員趕抵調查後，將案件暫列「糾紛—持有武器」處理。[32]
- 2019年7月20日晚上10時，在觀塘地鐵站裕民坊出口的連儂牆，有兩男一女滿身酒氣中年人走近，其中中年男子借勢挨上一名年輕女子的胸部，同行男友人立即上前阻止。而幾名中年人立即逃去，其中兩名中年男子則在樓梯口遭截住，中年女人則逃脫。其後有數輛警車和救護車到來，懷疑被非禮的女士及其同行男友人一起上救護車。而警察經過盤問後，把兩名中年男子帶上警車。期間有街坊質疑警方可能把兩名男子放走，以及為何不把他們扣上手銬，有警員嘗試安撫街坊，回應指兩名男子已被拘捕。警察公共關係科回覆《立場新聞》指該晚事件與連儂牆無關。[33]
- 2019年7月20日晚上11時，一名男子於紅磡德民街以萬用刀毀壞掛於行人路欄上的連儂牆，其間與街坊爭執，並揮動萬用刀。而男子被市民制服後，多次以粗言穢語指罵在場的街坊，警方及後到場，男子涉嫌藏有攻擊性武器被捕和送到醫院檢查。[34]
- 2019年8月20日凌晨，一名中年漢持刀襲擊正在坑口連儂隧道張貼標語的市民，有3人被斬傷，其中一名曾任《信報》副刊記者的26歲女傷者肺部三處中刀、手部一條靜脈被斬斷，需要靠呼吸機維生，情況危殆[35][36]。多名市民主動跟蹤疑犯並在附近屋苑搜集證據。疑犯一度潛逃至中國內地，卻即日返回香港。疑犯在8月20日下午3時於羅湖口岸返港時被等候的警察拘捕。[37][38]
- 2020年1月8日午夜12時許，近逾50操不純正廣東話，疑為區外人士手持鐵剷和鐵棒於梨木樹邨巴士總站近連儂牆結集，與居民發生衝突。所有批評特區政府的文宣被破壞，破壞者更手持大光燈拍攝居民，有居民稱被襲擊，指團伙中更有人手持伸縮警棍，疑有警員參與其中。但警方僅列作糾紛處理，沒有拘捕任何人，區議員賴文輝批評警方包庇滋事者，同時卻高舉胡椒噴霧恐嚇街坊。破壞者最後被警方護送乘的士離開本邨。[39][40]
- 2020年1月30日晚上約11時，西鐵元朗站連儂牆對開有十多人襲擊數名青年，4男2女受傷，兇徒其後向南邊圍方向逃去，大批防暴警隨後到場查看，並封鎖現場及村口一帶展開搜查及截查疑人，而多名反黑組探員亦在場調查搜證，氣氛緊張。眾傷者事後送院治理，遇襲6人分別頭、臉及眼受傷，有人需要縫針。[41][42]
- 2020年5月8日午夜約12時30分，樂富廣場通往橫頭磡邨行人天橋上有約20個帶同鎚仔、𠝹刀、鐵鏟和油漆等工具的男女，與街坊發生衝突。事後警方一共帶走6男4女調查，事件中7人受傷，包括一名男途人。有街坊質疑警方不認真處理事件，事發不久即有人坐的士離開，街坊大叫要求在場警方追截，但距離的士後方不到 30 呎的數名軍裝警員，並沒有即時追截。警方表示醫院內4名街坊及5名傷者將會被控告，黃大仙區議員劉珈汶指街坊並無參與打鬥，只是作為目擊者向警方講述事發經過，形容警方做法荒謬。[43][44]
- 2020年9月27日晚上約7時，有人拍攝到30多名操鄉音的藍絲大媽，從地鐵站走到香港大學的大學街，先撕毀4幅連儂牆，其後到學生會大樓撕走玻璃門上的文宣，並高呼「我哋清理香港啲垃圾！清潔香港！（我們清理香港的垃圾！清潔香港！）」。而大學多名保安沒有阻止，之後他們離開。港大學生會譴責事件，不滿再有人闖入校園破壞。港大發言人對事件表示遺憾，會檢視事件及檢討校園管理和保安措施。不過仍未就事件報警。而目前校園只有學生和教職員才能進入。[45]

### 海外
澳洲
- 2019年7月24日上午，昆士蘭大學多名香港學生於「Market Day」期間，在校園建立連儂牆，但下午起遭約200名中國人拆除，雙方發生口角。有內地人在連儂牆貼上『愛中國』、『香港屬於中國』的字句，而亦有港人高喊港獨口號並手舉涉疆反華標語。現場情況一度緊張，雙方發生推撞，其後校園保安及管理層到場控制場面。最後校方基於安全理由，安排反修例人士離開。[46]

紐西蘭
- 2019年7月29日，紐西蘭奧克蘭大學的連儂牆遭三名中國留學生威脅攻擊，辱罵港生「不是人，是豬」。一名來自香港的27歲女生Serena Lee被撞倒在地，報警處理。校方亦展開調查，表明「絕不接受騷擾、欺凌和歧視」。[47]中國駐奧克蘭總領館發表聲明，讚賞內地留學生自發的「愛國愛港」言行。[48]

台灣
- 2019年7月27日上午，約10人在台灣台北西門町真善美戲院前設置連儂牆期間，遭到中華愛國同心會及白衣人破壞和辱罵，更揚言「要殺死他們」。活動後來移至信義區進行。[49]
- 2019年9月13日，一名香港學生於台灣義守大學宿舍房間門外張貼的連儂牆被中國內地學生撕毀，引發義守大學襲擊事件，一名香港學生被襲[50]。

加拿大
- 2019年10月1日中國國慶，加拿大溫哥華列治文時代坊站有中學生發起連儂牆活動期間，一批說普通話的青年男女撕毀便條紙及海報，並且與示威者發生口角及輕微肢體衝突。示威者其後報警處理。[51]
- 2019年10月22日，加拿大安大略省咸美頓市麥瑪斯達大學的連儂牆被一男子到場破壞，該名男子撕破了多張文宣和展板，又扯開在場人士的口罩，並與在場人士有身體碰撞。[52]

## 嚴重衝突事件

### 金鐘政總連儂牆
2019年6月30日支持香港警察集會期間，有支持警察的示威者到連儂牆外清撕牆上的便利貼，及高聲指罵反修例示威者「收錢」，部分人更以「都冇人用」為藉口取走連儂牆的物資（便利貼、膠紙、筆等），引起在場反修例的市民不滿，情況混亂。其後反修例示威者決定先行撕走牆上紙條，收起保留，以免受撐警人士進一步破壞。用作悼念6月15日在金鐘墮樓不治死者梁凌，以及6月29日墮樓身亡的教大女生盧曉欣的憑弔區，亦遭到搗亂、破壞。
衝突和混亂過後，牆上的標語和悼念身故反修例人士字句都已經被拆走或被撕毀，連儂牆的物資亦被撐警人士搜掠至空空如也。此事亦觸發市民不在局限於金鐘設立連儂牆，而是到各區不同地方設立。元朗有年輕人在7月2日自發築起連儂牆，引起多區仿效，形成「遍地開花」的局面。

### 大埔「連儂隧道」
連儂牆在各區出現後，大埔墟站A出口外連接公共運輸交匯處及新達廣場等地的隧道亦有設立連儂牆，後來面積不斷擴大，甚至佈滿整個隧道的牆壁，因而被稱爲「連儂隧道」。
2019年7月10日，連儂隧道出現多張地政總署告示，勒令任何人士在7月12日前停止佔用隧道欄杆及附近土地，有市民懷疑當局要清走「連儂牆」。地政總署翌日澄清僅聯合其他政府部門，在大埔區清理違例停泊的單車。政府消息人士表示，只是平常針對違泊單車的跨部門行動，不會「清牆」。
2019年7月10日凌晨12時半，有市民發現10多輛警車進入運頭塘小巴站附近有超過100名警員身穿防暴裝備及盾牌，前往大埔「連儂隧道」撕走針對警員資料，據知為挑釁示威者「隻揪」的警員「隻揪Sir」的個人資料，數十分鐘後警員便登車離去。民主黨立法會議員涂謹申認為警方的行動十分荒謬，反映警方非常虛怯。。網民其後改圖製作「撕紙王」及「Finding Memo」海報對警方行為作出嘲諷。
2019年7月13日凌晨約3時15分，30名警員再度前往大埔「連儂隧道」撕走針對「隻揪Sir」及其他警員資料的海報和單張，表示懷疑有人違反《個人資料(私隱)條例》，需要搜證。整個行動約25分鐘，而警員並不像之前這樣全副武裝。在場市民僅以手機拍攝警方行動，雙方未有發生衝突。
2019年7月16日凌晨，約50名戴口罩人士，在大埔連儂隧道牆上貼上多張日本海上自衛隊使用的旭日旗，不同國家的國旗，包括俄羅斯、美國、德國等國旗，以及寫有「八國聯軍」字眼的紙張。而張貼期問，該批人恐嚇留守連儂牆人士，不准拍照及拍片，在場人士隨即報警。警方接報趕至，惟該批男女已經逃離現場，在地上留下多個水桶及油掃。由於有人手持懷疑天拿水危險物品進入隧道，令該處一度充斥刺鼻氣味，消防曾接報到場，列作「特別服務—懷疑氣體洩漏」戒備及處理。
2019年7月19日凌晨，逾300名身穿黑色及白色上衣的男女，乘坐旅遊巴到大埔連儂隧道牆進行破壞，部分人操中國內地口音。他們撕毀多張牆上的便條紙，用腳踢物件和取走隧道內的物資。亦有人將隧道口印有「連儂隧道」的標語撕下，並換上「壽終正寢」的標語，以及在隧道入口放上花牌。而花牌上放有何韻詩、林卓廷、毛孟靜及譚得志的黑白相，上面分別寫上「通番賣國」、「賣國求榮」、「賣友求利」及「一路好走」字眼。另有花牌被放上蔡英文的黑白照。而且張貼大量建制派發起的「守護香港大集會」宣傳海報和遮蔽原本牆上的便條紙。其間有記者聞訊趕至採訪，被在場多名白衣人圍住和被恐嚇。其後警方接報到場，在附近查問一批男女，登記身份證，其中一女子懷疑未有攜帶證件被帶走。
到2019年11月22日早上，警方、食環署及路政署合作，為連儂隧道進行大清洗行動。清潔工人先有高壓水槍向牆射上清潔劑，其後用鐵剷剷走牆上的標貼海報。全程均有警員在場巡邏及駐守，未有發生衝突。

### 油塘「流動連儂牆」
2019年7月12日晚上約9時，兩位市民手持橫額從油塘站A出口到達，他們把橫額繫在油塘港鐵站對出的兩條柱之間，稱這是「流動連儂牆」，又把膠紙、筆、Memo紙放在地上，歡迎市民前來寫上心聲和祝願。發起人稱他只是路過，來這兒消費，指未知之後會去哪裡，惟會順從民意。大約11時30分，有人拆走以橫額製成的流動連儂牆，又將貼在柱上的Memo紙除下，清理現場，指會把它們帶到周日的沙田遊行。又有人表示，擔心會增加清潔工工作量，積累民怨，故幫忙清理所有在柱上的貼紙，將其轉移到紙皮板，現場僅留下兩塊紙皮板作「油塘連儂牆」。同日，多名市民到油塘站重建連儂牆，期間有一名休班警員疑在現場拍攝在場人士的正面照，隨即被數十名市民包圍和被要求出示委任證。市民在油塘站包圍該名休班警員期間，有一名女子於混亂中被撞跌地上。而該名女子事後則被警察群組起底，包括樣貌、名字、住址及工作地點，有人更呼籲到她的工作地點勸她要看精神科醫生。她所屬的公司收到多個與她有關的騷擾電話，甚至有人到她的工作地點進行騷擾。她對事件感到恐懼，暫時不用上班以避風頭，並聯絡立法會議員鄺俊宇，將於數天內就事件去警署報案，希望停止個人私穩被發放。

### 連儂牆糾紛  煙花襲天水圍
2019年7月30日晚上，天水圍天秀路的連儂牆發生糾紛，一名中年男子聲稱被3名青年襲擊，警方到場後拘捕3名在連儂牆收拾垃圾和清潔的年輕人。隨後大批市民到天水圍警署門外聚集，抗議警方無理拘捕3名青年，要求警方立即釋放，警署落閘，有警員在閘外與抗議民眾交涉，雙方曾舉起中指互相指罵，至7月31日凌晨近2時，其中兩名青年獲准保釋離開。但人群未有散去，繼續等待仍在拘留的一名青年。到凌晨兩時半，有一輛黑色私家車沿天耀路南行時突然發動襲擊，向聚集警署外的人群發射近10枚煙花，造成11人受傷，及後最後一名青年獲准保釋，到凌晨4時人群散去。

### 上水追思牆襲擊事件
於北區大會堂外的連儂牆，由於牆上內容主要為悼念反送中運動中離世人士，所以亦名為追思牆。2020年8月29日晚上，十數名親中派人士正在拆除追思牆，有數名街坊上前質疑對方為何破壞追思牆，其後親中派人士向其施襲，導致多人受傷，而十數名親中派人士逃去。

## 連儂牆縱火事件
- 2019年7月11日晚上10時，香港仔湖南街一幅連儂牆被人試圖以打火機燃點紙條，被在場人士喝止，而連儂牆一角熏黑。其後警方及消防接報到場，並當場拘捕一名涉事男子。[74][75]
- 2019年7月14日凌晨3時41分，粉嶺港鐵站通往百和路之行人天橋的連儂牆突然起火。其後消防接報到場和開喉救熄，警方列作縱火案處理。[76]
- 2019年7月17日，西灣河連儂牆有兩面牆壁被被燒毀，部分熏黑，有義工猜測有人於清晨放火。而熏黑牆壁已被新貼上的便利貼標語及漫畫覆蓋。警方暫未接獲有關報案。[77]
- 2019年7月18日，柴灣新翠天橋連儂牆突然起火。經消防調查後認為起火原因有可疑，交予警方跟進。警方將案列作「縱火」處理，暫未有人被捕。[78]
- 2019年8月23日，鑽石山和柴灣的連儂牆先後起火，起火原因有可疑，懷疑遭到縱火[79]。

## 其他社區事件

### 路政署工程為由拆連儂牆

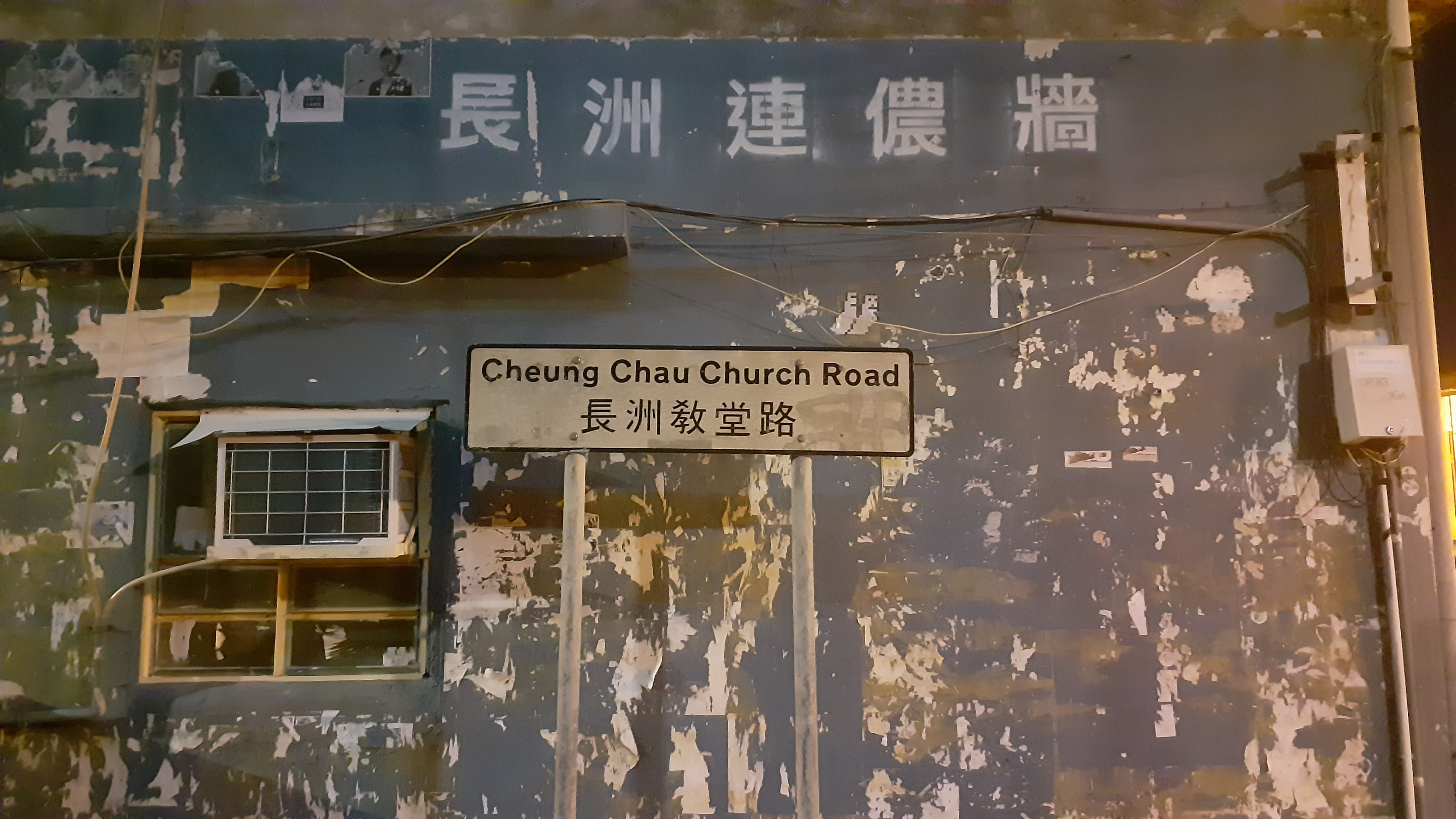
在2021年8月拍攝的「長洲連儂牆」，所有的文宣已被除去

2019年7月18日早上，鑽石山一天橋上的連儂牆被路政署外判工程商工程人員拆除。外判工程商表示當時因工程需要，才除去張貼於施工範圍的紙張，並非因反對任何意見而作出破壞。而路政署回覆香港01指，署方並無指示承建商移除張貼於行人天橋上的標貼及單張。

### 公眾通道留連儂牆 居民反應兩極
2019年7月25日下午，有市民在日出康城公眾通道築起連儂牆期間，被居民阻止並發生衝突，其後開始清除連儂牆。之後有多名持手仍盾牌的警員到場。最後連儂牆被不明人士清除，並棄置在附近垃圾筒。當區區議員張美雄認為該處雖然是24小時公眾通道，但在公契上是私人地方，而且清潔保養費用是由居民和業主承擔，所以設立連儂牆時也要聽取居民意見，取得過半數票才可進行。他亦表示居民不應在私人地方表達意見。將軍澳民生關注組社區主任陳展浚則表示該處為位於屋苑範圍的公共空間，而連儂牆是由組織和居民自發設立，應讓一眾街坊表達意見。

### 葵芳連儂藝術館

葵芳連儂藝術館貼上日本插畫家大友昇平〈平成聖母〉的二創作品，改編成香港的〈自由女神〉

位於葵芳站對面的行人隧道，設有玻璃天幕和特高樓底。由於有人在連儂牆上貼上巨型精緻文宣，被民眾戲稱為「葵芳連儂美術館」。其中一幅為日本插畫家大友昇平〈平成聖母〉的二創，改編成香港的〈自由女神〉。

### 全城連儂日

全港連儂日，西灣河連儂牆有多名防暴警察戒備

- 活動的召集時間為2020年1月11日下午2時，在全港最早出現連儂牆的金鐘政府總部大樓附近展開「元祖慶典」，之後由晚上7時起，舉行全港「遍地連儂」活動。警方在多區加強布防。[83]有十多名示威者到金鐘政府總部外「連儂牆」，參與「全城連儂，勇武感謝祭」活動，其後乘坐電車到銅鑼灣，在波斯富街一條行人天橋的玻璃圍板上張貼抗議標語、貼紙和海報。[84]在元朗站公共交通交匯處附近，至少有3人被防暴警帶走。[85]
- 2020年1月28日「全城連儂日」活動中有人響應在馬鞍山內張貼宣傳物品，至晚上約10時，有警員於上址一行人天橋發現多人聚集，有人在天橋牆上張貼海報，遂上前截查5名年齡介乎15至33歲的4男1女，並在其中2名男子身上檢獲35張海報及噴膠，其後警方向該5人發出定額罰款通知書。[86]

## 建制派和警方反制

### 網媒動員往英美領館貼牆 未獲響應
2019年7月11日，聯合出版集團轄下的網媒HKG報（HKGPro）於其Facebook專頁連出兩個帖文，呼籲支持者在13日到英國及美國領事館貼上便條紙，以示對英美兩國干預香港事務的不滿。但在13日當天，兩個領事館外都未有任何人聚集和在牆上張貼便條紙。而英國領事館則預留了其中一面牆供市民張貼便條紙。

### 中學副校長粗言穢語遭投訴
網上流傳片段指片中元朗天主教中學副校長陳秀芬女士破壞連儂牆，以及與拍片者粗口互罵，期間陳副校長以粗口回應說：「你係咪要X啊，除褲啦」；拍片者要求陳副校長交待在哪裡工作時，陳副校長以粗口回應稱：「我駛x話畀你知!」。
2019年9月6日，元朗天主教中學校長黃見儀代表校方於該校網頁發出聲明指「對於陳副校長於下班後在公眾地方涉嫌撕掉宣傳單張及海報，及其於回應拍攝者時引起的言語衝突，本校定當嚴厲處理、認真了解、不偏不倚地跟進是次事件」。
教育局表示，已收到相關投訴，會按既定程序跟進事件，並強調社會重視教師專業操守，「任何損害教師專業形象的行為都絕對不能接受」。

### 「青年快閃·社區清潔」大行動
一班青年在8月份開始發起《青年快閃·社區清潔》大行動，於各區號召義工進行清潔。希望透過快閃社區清潔，把社區愛心重建，用愛停止怨恨，用愛停止暴力，用愛感動社區。

### 一名休班男警員因建連儂牆被捕
警方表示，2020年1月17日凌晨約3時接報有人於屯門龍門路聚集，懷疑有人企圖在上址毀壞一天橋設施。警員到場在附近兜截，拘捕5男3女，年齡介乎14至61歲，其中一名31歲被捕男子為休班警務人員，他在警區防暴隊內駐守，是反送中運動以來首位被捕的防暴警，涉嫌管有物品意圖摧毀或損壞財產，該警員已被即時停職接受調查。消息稱，現場貼有多張嘲笑警務處處長鄧炳強及政府官員的文宣，而被捕警員貼在牆上的亦是同類海報。

### 防暴警和清潔工人清理梓樂彥霖連儂牆
2020年1月21日凌晨約3時許，約50名防暴警員與一輛垃圾車到將軍澳尚德邨停車場清理紀念科大學生周梓樂及陳彥霖連儂牆。同時將遺像、鮮花、蠟燭、紀念品及文宣宣一併清走。防暴警員持長槍，在四周及停車場內戒備。有街坊知道後感到不滿及激動，有人一度將雜物及磚塊堵路，令附近一帶行車交通受阻。到凌晨約5時半，有市民和工人自發清理，其間防暴警截查兩名市民。

### 15名年輕人重建連儂牆被捕
2020年2月24日傍晚時分，15名年輕人在葵涌邨連接曉葵樓和葵涌商場之間的行人天橋貼重建連儂牆期間，突然有20多名軍裝警員到場截查及拘捕，並拉起封鎖線。警方舉動引起居民圍觀和與指罵警員，其後約20多名防暴警員到場。警員表示會以涉嫌刑事毀壞罪拘捕他們。到晚上8時許警員離開。葵青區議員梁錦威認為警方拘捕貼文宣的人士是不合理做法，同時與街坊互罵的行為表現不專業。而街坊表示是屋邨保安報警。到2月25日，警方透過facebook短片表示「有老師帶住學生去犯案」，絕不是文明社會接受。被捕人士年齡介乎14至29歲，其中一人為馬鞍山一間中學的教師，涉嫌刑事毁壞被捕。葵青區議員梁錦威表示7名女子已先後獲保釋，而其餘8名男子則選擇拒絕保釋，到2月26日獲無條件釋放。

### 有人破壞連儂牆 圍觀市民遭截查
2020年3月11日下午4時許，數名被指為「大媽」在黃大仙中心北館撕毀連儂牆的文宣，引來多名市民圍觀和上前理論，希望不要再破壞。其後多名防暴警到場，只截查圍觀的3名男女，未有理會破壞連儂牆的「大媽」。防暴警記錄他們的身份證等資料後，3人獲得放行，但其中一名女學生因身上有長者八達通卡而被帶入黃大仙站站長室，最後未有被捕。

## 外部連結
- 香港連儂牆地圖